# Gscheidlhöhe
Die Gscheidlhöhe, oft kurz Gscheidl (Gscheid ist eine ortsüblicher Name für ‚Joch‘: ‚kleiner Pass‘, ‚Wasserscheide‘) ist ein 1134 m ü. A. hoher Gebirgspass zwischen dem Niederösterreichischen Schwarzatal und dem Steirischen Mürztal. Das Gscheidl ist nicht zu verwechseln mit dem ebenfalls im Gemeindegebiet von St. Aegyd am Neuwalde liegenden Kernhofer Gscheid und der dortigen Ortslage Gscheid.

## Lage
Die Gscheidlhöhe liegt an der Südseite des Gippel (1669 m ü. A.) und bildet den Übergang zum Donnerkogel (1617 m ü. A.), einem nördlichen Nebenberg des Großen Sonnleitsteins. Der Gipfel direkt südlich des Jochs heißt Lahnberg (1594 m ü. A.), der nördlich Perschkogel (1612 m ü. A.).
Der Pass verbindet das Preintal, eine Ortschaft von Schwarzau im Gebirge, mit Frein an der Mürz, Gemeinde Mürzsteg. Er geht aber auf der Südwestseite zwischenzeitlich noch über Niederösterreichisches Gebiet, nämlich die Herrschaftsgründe, die als orographische Exklave zu St. Aegyd am Neuwalde, nördlich des Göller-Gippel-Zugs, gehören. Daher liegt er nicht auf der Landesgrenze Niederösterreich–Steiermark, sondern auf der Bezirksgrenze Neunkirchen–Lilienfeld. Die Ortslage dort heißt ebenfalls Gscheidl.
Von der Gscheidlhöhe entwässert der Preinbach über die Schwarza zur Leitha, und die Stille Mürz, einer der Quellbäche der Mürz zur Mur. Die Wasserscheide läuft nördlich auf die Gippelmauer.

## Geschichte: Erschließung und Wege
Die  Herrschaftsgründe waren ein alter landesfürstlicher Jagdbann, einer der größten Dominikalbesitzungen im seinerzeitigen Österreich, zu deren weiterem Umfeld auch das Jagdschloss Hochreith (heute Gemeinde Rohr) gehört.
Erst in den 1810ern erhielt der Holzunternehmer Georg Huebmer (Hubmer), der „Raxkönig“, die Genehmigung, Teile des Waldes forstlich zu nutzen. Hubmer hatte begonnen, im seinerzeit Hoyos’schen Schwarzau Holz in großem Stil an die Innerberger Hauptgewerkschaft und dann auch nach Wien zu liefern, und hatte dafür umfangreiche Schwemmanlagen (Triftkanäle, Klausen und Rechen) angelegt. Als die Wälder des Naßwald erschöpft waren, musste Hubmer in immer weiter entfernt liegende Wälder im Einzugsgebiet der Mürz wechseln. Ab 1811, und nach der Unterbrechung durch die Napoleonischen Kriege wieder ab 1822 wurde ein 430 Meter langer Schwemmtunnel etwas südlich unter dem Gscheidl durchgesprengt. Die von beiden Seiten gleichzeitig grabenden Tunnelarbeiter trafen 1827 aufeinander. Es war der damals längste Tunnel in Österreich, und das, obschon Hubmer als Forstarbeiter keinerlei montanistische Ausbildung hatte. Nun konnte Wasser des Zöchlingbachs gefasst werden, und Holz aus dem Südteil des Hoyos-Sprinzenstein'schen Reviers Neuwald zur Schwarza getreidelt werden.
Später entstand eine richtiggehende kleine Siedlung, das St.-Aegyder Gscheidl, zeitweise mit eigener Schule, und einem Gasthaus, ein Holzaufzug, um auch tieferliegende Gebiete zu erschließen, und oberhalb noch ein zweiter, längerer Tunnel (760 Meter), den Hubmers Enkel Georg (II.) anlegen ließ. Ab dem Ersten Weltkrieg wurde der Holzbetrieb eingestellt, und die Ansiedlung zunehmend verlassen. Beide Tunnel sind verstürzt, die verlandeten Schwemmkanäle lassen sich noch bis in den Schwellgraben verfolgen. Teile der Holzarbeitersiedlung am Gscheidl sind erhalten.
Vom einstigen Urwald am Gscheidl ist heute nur mehr ein Rest verblieben, der Urwald Neuwald, auch Lahnsattler Urwald genannt. Der Rest der Gegend um die Gscheidlhöhe ist heute Forst ohne Besonderheit.
Im späten 19. Jahrhundert ermöglichte Kaiser Franz Joseph dann auch den öffentlichen Durchgang, um das Pilgerwesen nach  Mariazell, zur Mater Austriae, zu fördern. 1893 markierte der Alpenverein den Zellersteig Gscheidlhöhe – Lahnsattel aus, seinerzeit war das Verlassen des Weges aber noch streng verboten. Heute führt über die Gscheidlhöhe der Ostast des Österreichischen Weitwanderweges 06, der Mariazellerweg.